# Lilienfelder Hütte
Die Lilienfelder Hütte ist eine Schutzhütte der Sektion Gebirgsverein des Österreichischen Alpenvereins in der niederösterreichischen Gemeinde Lilienfeld im Ortsteil Hintereben. Sie steht auf einer Höhe von 956 m ü. A.

## Geschichte
Die Hütte wurde 1926/1927 durch den Gebirgsverein erbaut und war am 12. Dezember 1926 bereits geöffnet. Im Jahr 1927 erfolgte die feierliche Eröffnung. Die Hütte wurde um 1935 vergrößert. 1969 erwarb sie die Sektion Tulln, jedoch erfolgte die „Rückgabe gegen finanzielle Abgeltung auf Wunsch des Verkäufers noch vor Abschluss der Sanierungsarbeiten“. 2005 bis 2009 und 2012/2013 wurde die Hütte saniert.

## Zustiege
- Freiland 402 m ü. A., Gehzeit: 02:00
- Lilienfeld 383 m ü. A., Gehzeit: 01:30

## Touren
- Traisentaler Rundwanderweg
- Muckenkogel 1248 m ü. A., Gehzeit: 01:30
- Kloster-Hinteralpe 1311 m ü. A., Gehzeit: 02:00